# Parastenopogon oblongus
Parastenopogon oblongus là một loài ruồi trong họ Asilidae. Parastenopogon oblongus được Paramonov miêu tả năm 1964. Loài này phân bố ở miền Australasia.